# Іштіак Ахмед
Іштіак Ахмед (пенджабі, урду اشتیاق احمد; нар. 24 лютого 1947, Лахор) — шведський політолог і письменник пакистанського походження. Має ступінь доктора політичних наук у Стокгольмському університеті. Є почесним професором політології Стокгольмського університету.

## Раннє життя
Ахмед народився в Лахорі, Британський Пенджаб, у 1947 році. Він належить до пенджабського племені араїн.

## Книги
Серед його книг:
- Люди в русі: Пенджабська колоніальна та постколоніальна міграція (2004, розділ шостий, «Примусова міграція та етнічна чистка в Лахорі в 1947 році): деякі облікові записи від першої особи»)[7].
- Релігійна політика в Південній та Південно-Східній Азії (2011, редактор)[8]
- «Закривавлений, розділений і очищений Пенджаб» (2012)[9][10]. Отримав приз за найкращу науково-популярну книгу 2012 року та премію Coca Cola на літературному фестивалі в Карачі в 2013 році[11][12].
- Джинна: його успіхи, невдачі та роль в історії (2020)[13][14]